# Corinne Berg
Corinne Berg (Johannesburgo, 1986) es una deportista sudafricana que compitió en triatlón. Ganó una medalla de plata en el Campeonato Africano de Triatlón de 2006.

## Palmarés internacional
| Campeonato Africano | Campeonato Africano | Campeonato Africano | Campeonato Africano |
| Año                 | Lugar               | Medalla             | Prueba              |
| ------------------- | ------------------- | ------------------- | ------------------- |
| 2006                | Nyanga (Zimbabue)   | Medalla de plata    | Individual          |